# Caetano Gonçalves da Silva
Caetano Gonçalves da Silva (21 de janeiro de 1822 - 16 de junho de 1885) foi um militar brasileiro
Filho de Bento Gonçalves da Silva e de Caetana Joana Francisca Garcia, foi enviado junto com seus irmãos para o Rio de Janeiro para estudar, porém retornou para casa antes do início da Revolução Farroupilha. Casou com Clara Soares com quem teve seis filhos.
Participou da Revolução Farroupilha, junto aos Lanceiros Negros. Durante a Guerra do Paraguai, como coronel, comandou a 4a brigada de cavalaria.